# Twierdzenie Herona
Twierdzenie Herona, zagadnienie Herona – twierdzenie Herona z Aleksandrii dotyczące drogi promienia światła. Jedno z najstarszych zagadnień na ekstremum.

## Treść twierdzenia
Niech ustalone punkty {\displaystyle P,Q} leżą po tej samej stronie prostej {\displaystyle l.} Weźmy dowolny punkt {\displaystyle R\in l.}
Oznaczmy przez {\displaystyle \alpha } miarę kąta pomiędzy odcinkiem {\displaystyle RP} i prostą {\displaystyle l,} przez {\displaystyle \beta } miarę kąta pomiędzy odcinkiem {\displaystyle RQ} i {\displaystyle l.}
Wówczas zachodzi następująca równoważność:
Łamana {\displaystyle PRQ} ma najmniejszą długość {\displaystyle \Leftrightarrow } {\displaystyle \alpha =\beta .}
Obrazowo treść tego twierdzenie można tak wyrazić:
Łamana {\displaystyle PRQ} jest najkrótsza wtedy i tylko wtedy, gdy kąt padania jest równy kątowi odbicia.

### Dowód
Skonstruujmy punkt {\displaystyle P'} symetryczny do {\displaystyle P} względem prostej {\displaystyle l} i oznaczmy przez {\displaystyle \alpha '} miarę kąta pomiędzy odcinkiem {\displaystyle RP'} i {\displaystyle l.}
Oczywiście zachodzi {\displaystyle |RP|=|RP'|} oraz {\displaystyle \alpha =\alpha '.}
Dostajemy ciąg równoważnych zdań:
Łamana {\displaystyle PRQ} ma najmniejszą długość {\displaystyle \Leftrightarrow }
Łamana {\displaystyle P'RQ} ma najmniejszą długość {\displaystyle \Leftrightarrow }
punkty {\displaystyle P',R,Q} są współliniowe {\displaystyle \Leftrightarrow } {\displaystyle \beta =\alpha '} {\displaystyle \Leftrightarrow } {\displaystyle \beta =\alpha .}
Druga z powyższych równoważności opiera się na nierówności trójkąta, trzecia na własności kątów wierzchołkowych.

## Przykłady zastosowania

### W fizyce
Twierdzenie znalazło zastosowanie w optyce. Stosuje się je przy konstrukcji obrazu w zwierciadle płaskim.

### W matematyce
W matematyce używane często przy rozwiązywaniu zadań o trójkątach oraz dotyczących drogi o najmniejszej długości (czyli minimum). Przykładowe zadania:
- Tomek chce dojść jak najkrótszą trasą z miejscowości P do Q, po drodze zaczerpując wody z rzeki l. Skonstruować tę trasę.

- Dany jest trójkąt o danym polu S i boku c = PQ. Spośród wszystkich takich trójkątów znaleźć ten, w którym suma pozostałych boków a + b jest najmniejsza.

Z warunku pierwszego (ustalone pole) wynika, że szukany trzeci wierzchołek znajduje się na prostej l równoległej do odcinka c, ponieważ odległość tego wierzchołka od prostej stanowiącej przedłużenie danego boku trójkąta musi być stała i wynosić h = 2S/c (wynika to ze wzoru na pole trójkąta S = 1/2 hc). Punkty P i Q są zatem jednakowo oddalone od prostej l. W tym szczególnym przypadku zgodnie z twierdzeniem Herona szukany trzeci wierzchołek trójkąta będzie równoodległy od punktów P i Q, a otrzymany trójkąt – równoramienny.